# Phyllocnistis hagnopa
Phyllocnistis hagnopa är en fjärilsart som beskrevs av Edward Meyrick 1920. Phyllocnistis hagnopa ingår i släktet Phyllocnistis och familjen styltmalar. Inga underarter finns listade i Catalogue of Life.